# شپرتون
شپرتون (به انگلیسی: Shepperton) یک شهرک در انگلستان است که در شهرستان ساری واقع شده‌است. شپرتون ۶٫۹۸ کیلومتر مربع مساحت و ۹٬۷۵۳ نفر جمعیت دارد.
استودیوهای شپرتون در این شهرک قرار دارد.